# Internationale Vereinigung für Germanische Sprach- und Literaturwissenschaft
Die Internationale Vereinigung für Germanistik (IVG) ist ein Zusammenschluss von Wissenschaftlerinnen und Wissenschaftlern, die im Bereich der Germanistik tätig sind. Die IVG wurde 1951 in Florenz auf dem fünften Kongress der Fédération Internationale des Langues et Littératures Modernes (FILLM) als eine Tochtergesellschaft der FILLM gegründet. Alle fünf Jahre veranstaltet die IVG einen Kongress in wechselnden Städten; der Ort des Kongresses orientiert sich am Wirkungsort des jeweiligen Präsidenten.
Die Mitgliederzahl der IVG stieg von 192 Personen im Jahr 1955 auf 2174 Personen im Jahr 1990 an. Im Jahr 1995 hatte die Vereinigung 1569, im Jahr 2000 noch 1174 Mitglieder.

## Bisherige Kongresse und Präsidenten
- 1955: Rom (Italien) – Hans Heinrich Borcherdt
- 1960: Kopenhagen (Dänemark) – Louis L. Hammerich
- 1965: Amsterdam (Niederlande) – Herman Meyer
- 1970: Princeton (USA) – Victor Lange
- 1975: Cambridge (England) – Leonard Forster
- 1980: Basel (Schweiz) – Heinz Rupp
- 1985: Göttingen (Deutschland) – Albrecht Schöne
- 1990: Tokio (Japan) – Eijiro Iwasaki
- 1995: Vancouver (Kanada) – Michael S. Batts
- 2000: Wien (Österreich) – Peter Wiesinger
- 2005: Paris (Frankreich) – Jean-Marie Valentin
- 2010: Warschau (Polen) – Franciszek Grucza
- 2015: Shanghai (China) – Zhu Jianhua
- 2021: Palermo (Italien) – Laura Auteri

## Nächster Kongress der IVG
- 2025: Graz (Österreich) – Arne Ziegler

## Kongressveröffentlichungen
- Spätzeiten und Spätzeitlichkeit. Vorträge gehalten auf dem II. Internationalen Germanistenkongress, Kopenhagen 1960. Francke, Bern 1962.
- Tradition und Ursprünglichkeit. Akten des III. Internationalen Germanistenkongresses, Amsterdam 1965. Francke, Bern 1966.
- Dichtung, Sprache, Gesellschaft. Akten des IV. Internationalen Germanisten-Kongresses, Princeton 1970. Athenäum, Frankfurt 1971.
- Akten des V. Internationalen Germanisten-Kongresses, Cambridge 1975. Jahrbuch für Internationale Germanistik, Reihe A, Bd. 2, H. 1–4. Lang, Bern 1976.
- Akten des VI. Internationalen Germanisten-Kongresses, Basel 1980. Jahrbuch für Internationale Germanistik, Reihe A, Bd. 8, H. 1–4. Lang, Bern 1980.
- Kontroversen, alte und neue. Akten des VII. Internationalen Germanisten-Kongresses, Göttingen 1985. Niemeyer, Tübingen 1986.
- Begegnung mit dem Fremden. Akten des VIII. Internationalen Germanisten-Kongresses, Tokyo 1990. Iudicium, München 1991.
- Alte Welten – Neue Welten. Akten des IX. Internationalen Germanisten-Kongresses, Vancouver 1995. 3 Bände, Niemeyer, Tübingen 1996.